# Aphanius villwocki
Aphanius villwocki är en fiskart som beskrevs av Tomas Hrbek och Wildekamp 2003. Aphanius villwocki ingår i släktet Aphanius och familjen Cyprinodontidae. Inga underarter finns listade i Catalogue of Life.